# Raukaua
Raukaua là chi thực vật có hoa trong họ Araliaceae.

## Hình ảnh

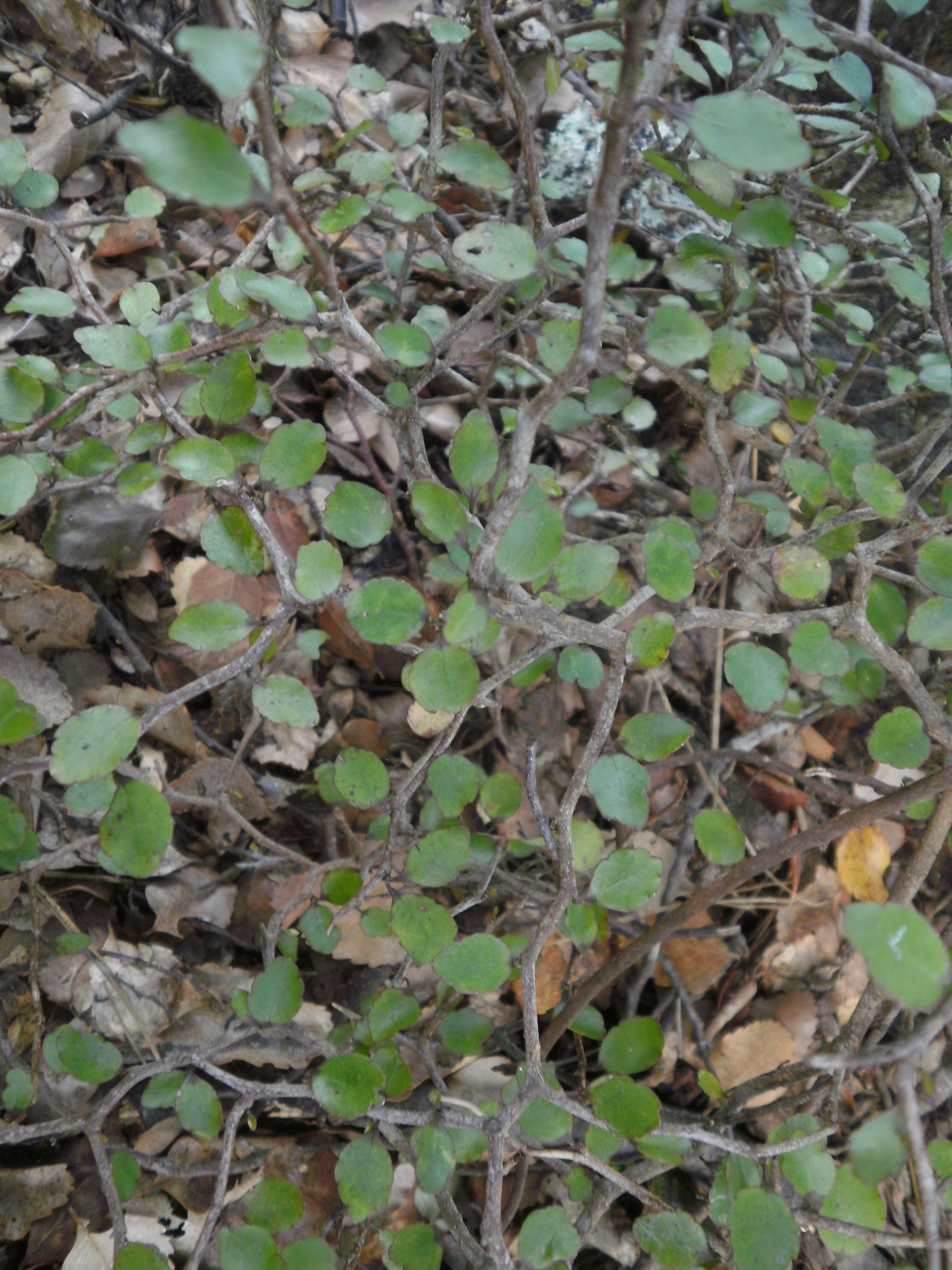